# STS-41
إس تي إس-41 (بالإنجليزية: STS-41)‏ الرحلة السادسة والثلاثون ضمن برنامج مكوك الفضاء لوكالة ناسا، والرحلة الحادية عشر على متن مكوك الفضاء ديسكفري، انطلقت الرحلة في 6 أكتوبر 1990 من مركز كينيدي للفضاء، وهبطت بتاريخ 10 أكتوبر في قاعدة إدواردز الجوية، تم خلال الرحلة اطلاق مسبار يوليوس لاستكشاف المنطقة القطبية الشمسية بما فيها الرياح الشمسية والحقل المغناطيسي الشمسي، بلغ عدد الرواد المشاركين في الرحلة خمسة رواد.